# Democràcia Ourensana
Democràcia Ourensana (DO) és un partit polític gallec de la província d'Ourense, dirigit per l'empresari Gonzalo Pérez Jácome. El seu fundador té un canal de televisió, que també es troba a YouTube, anomenat Auria TV, d'àmbit local, en el qual s'emeten propaganda, rodes de premsa i alguns programes sobre política provincial.
En les eleccions autonòmiques de 2024, el partit va aconseguir per primer cop entrar en el parlament de Galícia amb un escó.

## Resultats
Aquests són resultats electorals de Democràcia Ourensana:

### Eleccions al Parlament de Galícia
En les eleccions al Parlament de Galícia del 2020, el DO no es va presentar per un pacte amb el PP.

Màxima extensió de Democràcia Ourensana a la província d'Ourense en les eleccions locals (2003-2023):
Han tingut almenys un/a regidor/a
S'hi han presentat almenys una vegada, sense representació
No s'hi han presentat mai
Municipis d'altres províncies gallegues

| Any  | Cap de llista              | Vots   | %    | Escons | +/- | Govern            |
| ---- | -------------------------- | ------ | ---- | ------ | --- | ----------------- |
| 2005 |                            | 638    | 0.04 | 0 / 75 | Nou | Extraparlamentari |
| 2009 |                            | 1.023  | 0.06 | 0 / 75 | =   | Extraparlamentari |
| 2012 | Rafael Martínez Cachafeiro | 4.245  | 0.29 | 0 / 75 | =   | Extraparlamentari |
| 2016 | Miguel Caride              | 7.679  | 0.54 | 0 / 75 | =   | Extraparlamentari |
| 2024 | Armando Ojea               | 15.312 | 1.04 | 1 / 75 | 1   | Oposició          |

### Eleccions municipals
| \| Municipi \| Comarca \| Alcaldable \| Vots \| % \| Regidors \| Govern \| \| \| ------------------- \| ------- \| ----------------------- \| ------ \| ---- \| -------- \| -------- \| ------- \| \| Ourense \| Ourense \| Gonzalo Pérez Jácome \| 13.679 \| 26,0 \| 8 / 27 \| Oposició \| [11][6] \| \| O Pereiro de Aguiar \| Ourense \| Ana Fernández Iglesias \| 437 \| 12,9 \| 2 / 13 \| Oposició \| [11] \| \| Barbadás \| Ourense \| Serafina Varelas Vieira \| 630 \| 12,0 \| 2 / 17 \| Oposició \| [11] \| |         |                         |        |      |          |          |              |
| Municipi | Comarca | Alcaldable              | Vots   | %    | Regidors | Govern   |              |
| Ourense | Ourense | Gonzalo Pérez Jácome    | 13.679 | 26,0 | 8 / 27   | Oposició | [ 11 ] [ 6 ] |
| O Pereiro de Aguiar | Ourense | Ana Fernández Iglesias  | 437    | 12,9 | 2 / 13   | Oposició | [ 11 ]       |
| Barbadás | Ourense | Serafina Varelas Vieira | 630    | 12,0 | 2 / 17   | Oposició | [ 11 ]       |

| Municipi            | Comarca | Alcaldable              | Vots   | %    | Regidors | Govern   |              |
| ------------------- | ------- | ----------------------- | ------ | ---- | -------- | -------- | ------------ |
| Ourense             | Ourense | Gonzalo Pérez Jácome    | 13.679 | 26,0 | 8 / 27   | Oposició | [ 11 ] [ 6 ] |
| O Pereiro de Aguiar | Ourense | Ana Fernández Iglesias  | 437    | 12,9 | 2 / 13   | Oposició | [ 11 ]       |
| Barbadás            | Ourense | Serafina Varelas Vieira | 630    | 12,0 | 2 / 17   | Oposició | [ 11 ]       |

| \| Municipi \| Comarca \| Alcaldable \| Vots \| % \| Regidors \| Govern \| \| \| -------------------- \| ------------------- \| -------------------------------- \| ------ \| ---- \| -------- \| ------------------------ \| -------- \| \| Ourense \| Ourense \| Gonzalo Pérez Jácome \| 12.011 \| 21,7 \| 7 / 27 \| Govern (pacte amb el PP) \| [12][13] \| \| Barbadás \| Ourense \| Serafina Varelas Vieira \| 499 \| 8,8 \| 1 / 17 \| Oposició \| [12][13] \| \| Amoeiro \| Ourense \| Manuel Araújo Iglesias \| 115 \| 7,1 \| 0 / 11 \| - \| [12][13] \| \| O Pereiro de Aguiar \| Ourense \| Francisco González Fraga \| 261 \| 6,8 \| 1 / 15 \| Oposició \| [12][13] \| \| San Cibrao das Viñas \| Ourense \| José Manuel Palacios Rodríguez \| 187 \| 5,5 \| 0 / 13 \| - \| [12][13] \| \| Castrelo de Miño \| O Ribeiro \| Purificacion Castiñeiras Perez \| 53 \| 5,2 \| 0 / 9 \| - \| [12][13] \| \| Vilamarín \| Ourense \| Ana Belén Portabales Paradela \| 44 \| 3,5 \| 0 / 9 \| - \| [12][13] \| \| Toén \| Ourense \| Florencio Manuel López Domínguez \| 43 \| 2,7 \| 0 / 11 \| - \| [12][13] \| \| A Merca \| A Terra de Celanova \| Manuel López Rivela \| 33 \| 2,5 \| 0 / 9 \| - \| [12][13] \| \| Cartelle \| A Terra de Celanova \| José Diéguez Díaz \| 29 \| 1,5 \| 0 / 11 \| - \| [12][13] \| \| Baños de Molgas \| Allariz-Maceda \| Pablo Prol Sobrado \| 4 \| 0,0 \| 0 / 9 \| - \| [12][13] \| |                     |                                  |        |      |          |                          |               |
| Municipi | Comarca             | Alcaldable                       | Vots   | %    | Regidors | Govern                   |               |
| Ourense | Ourense             | Gonzalo Pérez Jácome             | 12.011 | 21,7 | 7 / 27   | Govern (pacte amb el PP) | [ 12 ] [ 13 ] |
| Barbadás | Ourense             | Serafina Varelas Vieira          | 499    | 8,8  | 1 / 17   | Oposició                 | [ 12 ] [ 13 ] |
| Amoeiro | Ourense             | Manuel Araújo Iglesias           | 115    | 7,1  | 0 / 11   | -                        | [ 12 ] [ 13 ] |
| O Pereiro de Aguiar | Ourense             | Francisco González Fraga         | 261    | 6,8  | 1 / 15   | Oposició                 | [ 12 ] [ 13 ] |
| San Cibrao das Viñas | Ourense             | José Manuel Palacios Rodríguez   | 187    | 5,5  | 0 / 13   | -                        | [ 12 ] [ 13 ] |
| Castrelo de Miño | O Ribeiro           | Purificacion Castiñeiras Perez   | 53     | 5,2  | 0 / 9    | -                        | [ 12 ] [ 13 ] |
| Vilamarín | Ourense             | Ana Belén Portabales Paradela    | 44     | 3,5  | 0 / 9    | -                        | [ 12 ] [ 13 ] |
| Toén | Ourense             | Florencio Manuel López Domínguez | 43     | 2,7  | 0 / 11   | -                        | [ 12 ] [ 13 ] |
| A Merca | A Terra de Celanova | Manuel López Rivela              | 33     | 2,5  | 0 / 9    | -                        | [ 12 ] [ 13 ] |
| Cartelle | A Terra de Celanova | José Diéguez Díaz                | 29     | 1,5  | 0 / 11   | -                        | [ 12 ] [ 13 ] |
| Baños de Molgas | Allariz-Maceda      | Pablo Prol Sobrado               | 4      | 0,0  | 0 / 9    | -                        | [ 12 ] [ 13 ] |

| Municipi             | Comarca             | Alcaldable                       | Vots   | %    | Regidors | Govern                   |               |
| -------------------- | ------------------- | -------------------------------- | ------ | ---- | -------- | ------------------------ | ------------- |
| Ourense              | Ourense             | Gonzalo Pérez Jácome             | 12.011 | 21,7 | 7 / 27   | Govern (pacte amb el PP) | [ 12 ] [ 13 ] |
| Barbadás             | Ourense             | Serafina Varelas Vieira          | 499    | 8,8  | 1 / 17   | Oposició                 | [ 12 ] [ 13 ] |
| Amoeiro              | Ourense             | Manuel Araújo Iglesias           | 115    | 7,1  | 0 / 11   | -                        | [ 12 ] [ 13 ] |
| O Pereiro de Aguiar  | Ourense             | Francisco González Fraga         | 261    | 6,8  | 1 / 15   | Oposició                 | [ 12 ] [ 13 ] |
| San Cibrao das Viñas | Ourense             | José Manuel Palacios Rodríguez   | 187    | 5,5  | 0 / 13   | -                        | [ 12 ] [ 13 ] |
| Castrelo de Miño     | O Ribeiro           | Purificacion Castiñeiras Perez   | 53     | 5,2  | 0 / 9    | -                        | [ 12 ] [ 13 ] |
| Vilamarín            | Ourense             | Ana Belén Portabales Paradela    | 44     | 3,5  | 0 / 9    | -                        | [ 12 ] [ 13 ] |
| Toén                 | Ourense             | Florencio Manuel López Domínguez | 43     | 2,7  | 0 / 11   | -                        | [ 12 ] [ 13 ] |
| A Merca              | A Terra de Celanova | Manuel López Rivela              | 33     | 2,5  | 0 / 9    | -                        | [ 12 ] [ 13 ] |
| Cartelle             | A Terra de Celanova | José Diéguez Díaz                | 29     | 1,5  | 0 / 11   | -                        | [ 12 ] [ 13 ] |
| Baños de Molgas      | Allariz-Maceda      | Pablo Prol Sobrado               | 4      | 0,0  | 0 / 9    | -                        | [ 12 ] [ 13 ] |

| \| Municipi \| Comarca \| Alcaldable \| Vots \| % \| Regidors \| Govern \| Fonts \| \| -------------------- \| ------------------- \| -------------------------------- \| ------ \| ---- \| -------- \| ------------------------ \| -------- \| \| Ourense \| Ourense \| Gonzalo Pérez Jácome \| 18.388 \| 34,2 \| 10 / 27 \| Govern (pacte amb el PP) \| [14][15] \| \| Barbadás \| Ourense \| Daniel Rey López \| 460 \| 8,4 \| 1 / 17 \| Oposició \| [14][15] \| \| San Cibrao das Viñas \| Ourense \| Juan Carlos Outeiriño Martínez \| 197 \| 5,8 \| 0 / 13 \| - \| [14][15] \| \| O Pereiro de Aguiar \| Ourense \| David Pérez Lorenzo \| 185 \| 4,9 \| 0 / 13 \| - \| [14][15] \| \| Cartelle \| A Terra de Celanova \| Jesús Vázquez López \| 67 \| 3,7 \| 0 / 11 \| - \| [14][15] \| \| Toén \| Ourense \| Florencio Manuel López Domínguez \| 39 \| 2,4 \| 0 / 11 \| - \| [14][15] \| \| A Merca \| A Terra de Celanova \| Francisco González Conde \| 13 \| 1,0 \| 0 / 9 \| - \| [14][15] \| |                     |                                  |        |      |          |                          |               |
| Municipi | Comarca             | Alcaldable                       | Vots   | %    | Regidors | Govern                   | Fonts         |
| Ourense | Ourense             | Gonzalo Pérez Jácome             | 18.388 | 34,2 | 10 / 27  | Govern (pacte amb el PP) | [ 14 ] [ 15 ] |
| Barbadás | Ourense             | Daniel Rey López                 | 460    | 8,4  | 1 / 17   | Oposició                 | [ 14 ] [ 15 ] |
| San Cibrao das Viñas | Ourense             | Juan Carlos Outeiriño Martínez   | 197    | 5,8  | 0 / 13   | -                        | [ 14 ] [ 15 ] |
| O Pereiro de Aguiar | Ourense             | David Pérez Lorenzo              | 185    | 4,9  | 0 / 13   | -                        | [ 14 ] [ 15 ] |
| Cartelle | A Terra de Celanova | Jesús Vázquez López              | 67     | 3,7  | 0 / 11   | -                        | [ 14 ] [ 15 ] |
| Toén | Ourense             | Florencio Manuel López Domínguez | 39     | 2,4  | 0 / 11   | -                        | [ 14 ] [ 15 ] |
| A Merca | A Terra de Celanova | Francisco González Conde         | 13     | 1,0  | 0 / 9    | -                        | [ 14 ] [ 15 ] |

| Municipi             | Comarca             | Alcaldable                       | Vots   | %    | Regidors | Govern                   | Fonts         |
| -------------------- | ------------------- | -------------------------------- | ------ | ---- | -------- | ------------------------ | ------------- |
| Ourense              | Ourense             | Gonzalo Pérez Jácome             | 18.388 | 34,2 | 10 / 27  | Govern (pacte amb el PP) | [ 14 ] [ 15 ] |
| Barbadás             | Ourense             | Daniel Rey López                 | 460    | 8,4  | 1 / 17   | Oposició                 | [ 14 ] [ 15 ] |
| San Cibrao das Viñas | Ourense             | Juan Carlos Outeiriño Martínez   | 197    | 5,8  | 0 / 13   | -                        | [ 14 ] [ 15 ] |
| O Pereiro de Aguiar  | Ourense             | David Pérez Lorenzo              | 185    | 4,9  | 0 / 13   | -                        | [ 14 ] [ 15 ] |
| Cartelle             | A Terra de Celanova | Jesús Vázquez López              | 67     | 3,7  | 0 / 11   | -                        | [ 14 ] [ 15 ] |
| Toén                 | Ourense             | Florencio Manuel López Domínguez | 39     | 2,4  | 0 / 11   | -                        | [ 14 ] [ 15 ] |
| A Merca              | A Terra de Celanova | Francisco González Conde         | 13     | 1,0  | 0 / 9    | -                        | [ 14 ] [ 15 ] |